# Rose (atol)
Atol Rose, koji ljudi s obližnjih otoka Manu'a ponekad nazivaju Otok ruža ili Motu O Manu ("Otok ptica"), oceanski je atol unutar američkog teritorija Američke Samoe. Otok je nenaseljeno utočište za divlje životinje i najjužnija je točka koja pripada SAD-u. 
Morskim nacionalnim spomenikom atola Rose, koji se nalazi na dva otoka atola, upravljaju u suradnji Američke službe za ribu i divlje životinje i vlade Američke Samoe.

## Zemljopis
Površina zemlje je samo 0.05 km2 za vrijeme plime. Ukupna površina atola, uključujući lagunu i greben, iznosi 6.33 km2. Zapadno od najsjevernije točke nalazi se kanal u lagunu, širok oko 40 m. Dva su otočića na sjeveroistočnom rubu grebena, veći Rose Island na istoku (3,5 m visine) i neobrasli Sand Island na sjeveru (1,5 m visine).
Gotovo četvrtasti atol jedan je od najmanjih na svijetu, dimenzija samo 2,6 × 2,7 km. Također je jedini atol Samoanskog otočja. (Otok Swains također je atol, ali je samo politički dio Američke Samoe, ne i geografski.)
Atol Rose prilično je izoliran, a njemu najbliži otok je Taʻū, 140 km u smjeru Z-SZ.

## Povijest
Europljani su prvi put vidjeli atol 13. lipnja 1722., tijekom putovanja Jacoba Roggeveena, koji ga je Vuil Eiland nazvao "beskorisnim otokom". Naziv Otok Rose dolazi od toga što ga je 1819. godine ugledao Louis de Freycinet. Nazvao ga je po svojoj ženi Rose. Iako je bila tek druga žena koja je oplovila svijet, Rose de Freycinet je bila prva koja je ispričala svoju priču. U svom službenom izvješću Louis de Freycinet bilježi da sam 'Otok Rose nazvao po imenu nekoga tko mi je izuzetno drag'. Ubrzo nakon toga, 1824. godine, vidjela ga je ekspedicija pod vodstvom Otta von Kotzebuea, koji ga je nazvao Kordinkov po svom prvom poručniku.
Godine 2009. u vodama oko atola Rose uspostavljen je morski nacionalni spomenik Atol Rose.

## Fauna
Atol Rose sadrži najveće populacije golemih školjkača, gnijezdećih morskih ptica i rijetkih grebenskih riba u cijeloj Američkoj Samoi. Populacija riba razlikuje se od ostatka regije zbog visoke koncentracije ribe mesojeda i niske koncentracije ribe biljojeda. U posljednjih 15 godina zabilježeno je gotovo 270 različitih vrsta riba. Tune, mahi-mahi, kljunaste ribe, barakude i morski psi žive izvan lagune. U dubljim vodama ronilačke ekspedicije uočile su plaštanjake i stapčare. Morski sisavci kao što su ugroženi grbavi kit i dupini roda Stenella također koriste vode.
Atol je kritično stanište za gniježđenje ugrožene goleme želve i ugrožene karetne želve. Kornjače migriraju između Američke Samoe i drugih pacifičkih otočnih država. Sezona gniježđenja im je između kolovoza i veljače.
Otprilike 97% populacije morskih ptica Američke Samoe živi na atolu Rose. Svaka od 12 vrsta ptica je zaštićena na saveznom nivou. Na stablima buka gnijezde se crvenonoge blune (Sula sula) te mali (Fregata ariel) i smeđokrili brzani (Fregata minor). Bjelokape čigre (Procelsterna albivitta) i bijele čigre (Gygis alba) gnijezde se na srednjim i donjim granama. Korijenski sustav koriste debelokljune čaplje (Egretta sacra) i crvenorepi fetoni (Phaethon rubricauda). Ostale ptice mogu se pronaći u šumi Pisonije, jedinoj preostaloj u Samoi. Atol je BirdLife International prepoznao kao važno područje za ptice (IBA) jer podržava gnjezdeću populaciju od oko 400 000 crnoleđih čigri (Onychoprion fuscatus), prema procjenama 1974.

## Vanjske poveznice
|  | Zajednički poslužitelj ima još gradiva o temi Rose (atol) |

- American Samoa, its districts and unorganized islands, United States Census Bureau
- A Summary of Information on Rose Atoll (Atoll Research Bulletin #29)